# 姜辉
姜辉（1969年11月—），男，汉族，辽宁建昌人，中华人民共和国政治人物。

## 生平
姜辉本科毕业于东北师范大学政治教育系，后在本系科学社会主义与国际共产主义运动专业攻读硕士研究生。1994年6月加入中国共产党，同年入中国人民大学马克思主义理论教育研究所科学社会主义与国际共产主义运动专业攻读博士研究生，师从许征帆教授。
1997年7月博士毕业后，入中国社会科学院工作，历任中国社会科学院马列所当代国外马克思主义社会主义研究室副主任、主任，中国社会科学院政策研究室主任助理、办公厅副主任。
2012年2月，任中国社会科学院信息情报研究院党委书记、副院长。
2018年9月，任中国社会科学院马克思主义研究院党委书记。11月，任马克思主义研究院院长。
2018年12月，任中国社会科学院党组成员、当代中国研究所所长（副部长级）。
2021年7月，担任中国社会科学院副院长，继续兼任当代中国研究所所长。此外，他还兼任中国社会科学院中国特色社会主义理论体系研究中心主任、习近平新时代中国特色社会主义思想研究中心执行主任、世界社会主义研究中心副主任。
2022年4月，调任中共重庆市委常委、宣传部部长。

## 学术
姜辉长期从事马克思主义理论、科学社会主义与国际共产主义运动、当代世界马克思主义和社会主义研究。在《人民日报》《求是》《中国社会科学》《马克思主义研究》等报刊期刊发表论文文章200余篇。担任中国科学社会主义学会副会长，中国中共党史学会副会长、中华人民共和国国史学会副会长，中国社会科学院研究生院博士生导师，中国社会科学院大学特聘教授。享受国务院政府特殊津贴，国家有突出贡献中青年专家，国家百千万人才，文化名家暨“四个一批”人才，国家“万人计划”哲学社会科学领军人才，中央马克思主义理论研究和建设工程咨询委员会委员，国务院学位委员会学科评议组成员。
姜辉对苏东剧变、社会民主主义、西方发达国家社会结构等问题均有考察。2017年9月29日，为中共中央政治局集体学习作当代世界马克思主义思潮及其影响专题讲解。